# Eugène Darras
Eugène Darras est un écrivain français.

## Œuvres
- Les seigneurs châtelains de l’Isle-Adam - 1939 - Prix Dodo de l’Académie française